# Clayton Stevenson
Clayton Stevenson (Sydney, 29 de desembre de 1967) va ser un ciclista australià. Va combinar la pista amb la carretera. Va participar en els ciclisme als Jocs Olímpics de Seül.
Va estar casat amb la nedadora, també olímpica, Nicole Livingstone

## Palmarès en pista
- 1987
  -  Campió d'Austràlia en Madison (amb Brett Dutton)

## Palmarès en ruta
- 1990
  - 1r al Tour de la Manche
  - 1r al Trofeu Mavic